# Готовино
Готовино — деревня в северной части Порховского района Псковской области. Входит в состав сельского поселения «Дубровенская волость».

## География
Расположена на правом берегу реки Степеринка, в 18 км к северо-западу от города Порхов, в 8 км к северо-западу от деревни Демянка и в 5 км к юго-востоку от деревни Дубровно. На северном (противоположном) берегу Степеринки примыкает деревня Степерино.

## Население
Численность населения деревни на конец 2000 года составляла 62 жителя.